# Loxostege leuconeuralis
Loxostege leuconeuralis là một loài bướm đêm trong họ Crambidae.